# Mesopolobus graminum
Mesopolobus graminum is een vliesvleugelig insect uit de familie Pteromalidae. De wetenschappelijke naam is voor het eerst geldig gepubliceerd in 1950 door Hardh.